# Wando da Costa Silva
Wando da Costa Silva, kurz Wando, (geboren am 8. Mai 1980 in Tucuruí, Brasilien) ist ein brasilianischer Fußballspieler.

## Karriere
Wando begann seine Karriere 2000 beim Vila Nova FC und stand dort von 2000 bis 2005, 2007/08, 2011 und 2014 unter Vertrag. Während der ersten Zeit wurde er 2003 vom Goiás EC ausgeliehen. In der Saison 2005/06 wechselte er zu Cruzeiro Belo Horizonte, 2006 wurde er an Botafogo FR ausgeliehen. 2008 unterzeichnete er für zwei Jahre einen Vertrag beim Paraná Clube und wurde 2010 an den EC Águia Negra ausgeliehen. Seine nächste Station war der iranische Verein Saba Qom und 2011 der südkoreanische Verein Suwon Samsung Bluewings. In der Saison 2012/13 stand er bei Águia de Marabá FC unter Vertrag. Seit 2014 steht er zum vierten Mal beim Vila Nova FC unter Vertrag.

## Erfolge
- Staatsmeisterschaft von Goiás (2001, 2004, 2005)
- Staatsmeisterschaft von Minas Gerais (2006)